# Thalloptera quadriglumis
Thalloptera quadriglumis är en tvåvingeart som beskrevs av Borgmeier och Schmitz 1923. Thalloptera quadriglumis ingår i släktet Thalloptera och familjen puckelflugor. Inga underarter finns listade i Catalogue of Life.